# Dicladanthera glabra
Dicladanthera glabra är en akantusväxtart som beskrevs av R.M. Barker. Dicladanthera glabra ingår i släktet Dicladanthera och familjen akantusväxter. Inga underarter finns listade i Catalogue of Life.